# Bilal Wahib
Bilal El Mehdi Wahib, né en 1999 à Amsterdam,,, est un acteur et chanteur néerlandais d'origine marocaine.
Récemment sujet d'un polémique au Pays-Bas pour le voyeurisme d'un mineur.

## Filmographie

### Cinéma et téléfilms
- 2013 : Mimoun : L'ami de Ab
- 2014 : Brugklas (nl) : Ravi
- 2014 : De verloren zoon (nl) : Le délinquant juvénile
- 2015 : We will never be royals (nl) (Geen Koningen in ons Bloed) : Rafael
- 2015 : Vechtershart (nl) : Le restaurateur de Pizza
- 2016 : Fissa : Yous
- 2016 : Toon : Karim
- 2016 : Layla M. : Younes
- 2016 : De Held (nl) : Tarik
- 2016 : Nieuwe buren (nl) : Aziz
- 2016 : Spangas : Kaleb
- 2017 : Monk : Younes
- 2017 : 7 Marokkanen en Jos : Yessin
- 2017 : Broeders : Yasin
- 2017 : Malik : Amir
- 2018 : Taal is zeg maar echt mijn ding (nl) : Le joueur de football
- 2018 : Flikken Maastricht : Ahmed
- 2018 : Mocro Maffia : Moshin Kaddouri
- 2019 : Paradise drifters (nl) : Yousef
- 2019 : De Libi (nl) : Bilal